# Geodetiska institutet
Geodetiska institutet (finska: Geodeettinen laitos) är en finländsk forskningsinstitut inom kartläggningsbranschen som sorterar under jord- och skogsbruksministeriet. Den grundades 1918 på initiativ av Geografiska sällskapet i Finland och var 1924 initiativtagare till Baltiska geodetiska kommissionen. Ursprungligen arbetade institutet i Helsingfors, men flyttade 1994 till Kyrkslätt.
Geodetiska institutet har hand om de vetenskapliga grundmätningarna för kartläggningen av Finland och om metrologin rörande geografisk information samt bedriver forskning bland annat på geodesins område. Institutet upprätthåller mätnormaler angående geodetiska och fotogrammetriska mätningar samt fungerar som nationellt mätnormallaboratorium för längd och för acceleration vid fritt fall. Till uppgifterna hör även att utveckla och avprova geodetiska, fotogrammetriska och kartografiska instrument och metoder.
Institutet har fyra avdelningar: avdelningen för geodesi och geodynamik, avdelningen för fjärranalys och fotogrammetri, avdelningen för geoinformatik och kartografi samt avdelningen för navigation och lokalisering. Därtill finns Metsähovi forskningsstation, som lyder under den förstnämnda avdelningen. 